# Upper Natchitoches
Upper Natchitoches, jedno od plemena caddoanske konfederacije Kadohadacho koje je živjelo na južnoj strani Red Rivera između plemena Nanatsoho i Upper Nasoni, Teksas. Njihovi bližos srodnici Lower Natchitoches bijahu članovi konfederacije Natchitoches. Asimilirani su od Kadohadacha.